# (6120) Anhalt
(6120) Anhalt (1987 QR) – planetoida z pasa głównego asteroid okrążająca Słońce w ciągu 3,62 lat w średniej odległości 2,35 j.a. Odkryta 21 sierpnia 1987 roku.